# 朱化孚
朱化孚（1554年—？），号岱晟，云南雲南府安宁所籍南直隶丹徒县人，明朝政治人物。

## 生平
萬曆十六年（1588年）戊子科雲南鄉試舉人，二十年（1592年），登壬辰科進士。都察院觀政，授行人，二十六年升兵部主事，三十一年主试贵州。三十二年升员外郎，三十五年升郎中，三十六年擢陕西參政、宁夏兵备道，丁憂歸。四十七年復除贵州貴寧道右參政，止营兵之乱。天啓元年（1621年）三月官至湖广按察使、荆西兵备，二年正月考察去職。